# Себе-психология
Себе-психологията е школа на психоаналитична теория и терапия създадена от Хайнц Кохут и развита в САЩ от Чикагския институт за психоанализа.

## Етимология
Себе-психология от англ. self psychology, на руски език преведена като селф-психология, психология самостти, от думата self на английски, преводима на български като „собствено аз“ или в цели думи като self-esteem, selfishness, като представки „себе-“, „само-“ или местоимение „си“.

## Същност
Себе-психологията обяснява психопатологията като резултат от разстроени и неудовлетворени нужди. Същностни за разбирането на себе-психологията са концепциите за емпатия, себе-обект, отражение, идеализиране, алтер его и триполярна същност. Макар себе-психологията също да разпознава някои определени нагони, конфликти и комплекси представени във фройдовата психодинамична теория, те се разбират вътре в различна рамка.
Хайнц Кохут започва с идеализиран образ на Фройд и неговите теории, но със себе-психологията той прекратява връщането си към корените на психологията, гледайки на терапията по-скоро като на „лечение чрез говорене“, отколкото като на аналитичен процес. След повече от век на противоречиви, но работещи, теории за психиката, Кохут обсъжда, че това, което кара терапията да работи е повече за пациента, отколкото за аналитичните теории. За да се направи така, че да работи терапията е нужно някой да се обърне към същността на пациента.